# Голан, Эден
Эден Голан (ивр. עדן גולן‎; род. 5 октября 2003, Кфар-Сава, Израиль) — израильская певица, представительница Израиля на конкурсе песни «Евровидение-2024» с песней Hurricane, заняла 5-е место (2-е — по голосованию зрителей).

## Биография
Родилась в городе Кфар-Сава 5 октября 2003 года. В детстве вместе с родителями переехала в Москву в связи с работой отца, где провела 13 лет. Её отец Эдди — латвийский еврей по происхождению, мать Ольга — украинская еврейка. У Эден есть младший брат Шон. Дед Юрий Голан (бывш. Глаголев) окончил факультет журналистики МГУ, работал в латвийской газете «Советская молодёжь».

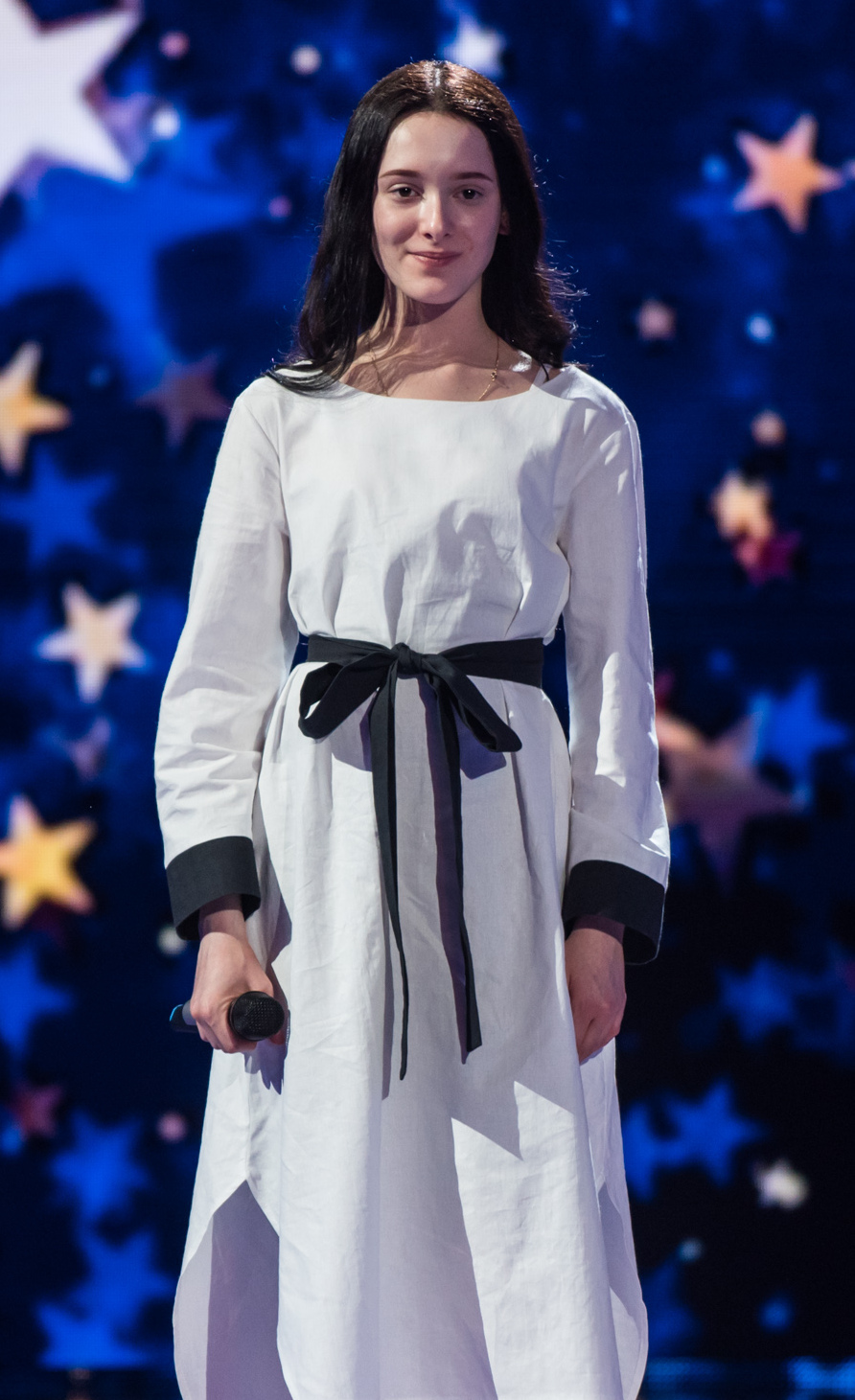
Эден Голан в финале шоу «Голос. Дети» в 2018 году

По словам Голан, у неё остались двоякие чувства от пребывания в России. С одной стороны, она благодарна ей за старт певческой карьеры, но в то же время ей было дискомфортно по причине частых проявлений антисемитизма.
В 2015 году принимала участие в российском национальном отборе на «Детское Евровидение — 2015». В финале стала пятой, набрав 22 балла (на 12 меньше, чем победивший Михаил Смирнов).
В 2016 году выступила на «Детской Новой волне» в Крыму, в том числе исполнив в дуэте с Нюшей её хит «Вою на Луну».
В 2018 году Голан стала финалисткой пятого сезона шоу «Голос. Дети» (команда Пелагеи).
Сотрудничает с Иноном Яхелем.

### Участие в «Евровидении» в 2024 году
При подготовке к «Евровидению 2024» Израильская корпорация телерадиовещания решила в очередной раз выбрать представителя Израиля на конкурс с помощью сотрудничества с каналом Keshet 12 и программой The Next Star. Эден Голан уверенно побеждала на всех этапах шоу, в последний день исполнив песню Уитни Хьюстон «I Have Nothing», и в итоге была выбрана представительницей своей страны на финале конкурса в Швеции.
По мнению обозревателя израильской версии журнала Time Out Авишая Селы, предсказавшего участие Голан в «Евровидении», «ей под силу спеть даже телефонную книгу». Голан, исполнив песню «Hurricane», прошла в финал конкурса и по его итогам заняла пятое место.
Выступление Голан на Евровидении ознаменовалось чередой скандалов. Незадолго до финала «Евровидения» в Украине поднялась кампания с призывом бойкотировать выступление певицы из-за того, что в 2016 году она участвовала в детском песенном конкурсе в Крыму в возрасте 12 лет. 12 мая 2024 года она попала в базу украинского сайта «Миротворец» по причине «сознательного нарушения границы с целью проникновения на оккупированные территории» и совершения других преступлений против Украины. Ни украинские члены жюри, ни местные зрители не присудили Эден ни одного балла.
Кроме того, нередко звучали призывы запретить участие Израиля из-за войны в Секторе Газа, из-за чего выступление певицы на генеральной репетиции и в финале освистали про-палестинские зрители. Тем не менее, Голан высказалась позднее, заявив, что гордится возможностью выступать за свою страну, чувствует любовь и поддержку соотечественников, а также посвящает своё выступление израильским заложникам.

## Дискография

### Синглы
- Ghost Town (2022)
- Let Me Blow Ya Mind (2022)
- Taxi (2023)
- Dopamine (2023)
- Hurricane (2024)
- Older (2024)